# بوته زیرگ
بوته زیرگ روستایی در دهستان قهستان بخش قهستان شهرستان درمیان استان خراسان جنوبی ایران است. بر پایه سرشماری عمومی نفوس و مسکن در سال ۱۳۹۰ جمعیت این روستا ۲۶۰ نفر (در ۵۸ خانوار) بوده است.